# Storbergstjärnen (Ängersjö socken, Hälsingland)
Storbergstjärnen är en sjö i Härjedalens kommun i Hälsingland och ingår i Ljusnans huvudavrinningsområde.